# Валянський Михайло Якович
Миха́йло Я́кович Валя́нський (нар. 25 травня 1915 — 23 червня 1987) — радянський військовик, учасник Другої світової війни. Герой Радянського Союзу (1946).

## Біографія
Народився 25 травня 1915 року в місті Кутаїсі (Грузія) в робітничій родині. Єврей.
У 1936 році закінчив аерофотогеодезичний технікум, працював техніком-геодезистом.
До лав РСЧА призваний у 1937 році. У 1939 році закінчив військове піхотне училище.
Учасник німецько-радянської війни з червня по грудень 1941 та з березня 1944 по травень 1945 року. Воював на Південно-Західному, 3-у і 2-у Українських фронтах. Двічі був поранений.
Особливо командир взводу кулеметної роти 932-го стрілецького полку 252-ї стрілецької дивізії 46-ї армії молодший лейтенант М. Я. Валянський відзначився під час форсування річки Дунай. У ніч з 29 на 30 березня 1945 року, виконуючи наказ командування, на чолі 7-ї стрілецької роти під постійним вогнем супротивника переправився на північний беріг Дунаю поблизу міста Сентпаль (Угорщина), захопив плацдарм і закріпився на ньому. Відбивши контратаку переважаючого в силах ворога при підтримці важкої техніки, розширив плацдарм, ведучи наступ у напрямку міста Комарно (Словаччина).
Після звільнення у запас жив у місті Первомайську Миколаївської області, до виходу на пенсію працював на Первомайському цукровому заводі.
Останні роки життя провів у Севастополі, де й помер 23 червня 1987 року. Похований на Почесній алеї Севастопольського цвинтаря (5-й кілометр Балаклавського шосе).

## Нагороди і почесні звання
Указом Президії Верховної Ради СРСР від 15 травня 1946 року за мужність і героїзм, виявленні при форсуванні Дунаю, молодшому лейтенантові Валянському Михайлу Яковичу присвоєне звання Героя Радянського Союзу з врученням ордена Леніна і медалі «Золота Зірка» (№ 9019).
Також нагороджений орденами Вітчизняної війни 1-го (11.03.1985) та 2-го (03.06.1945) ступенів, Червоної Зірки (10.03.1945) і медалями.